# Миколаївцемент
Приватне акціонерне товариство «Миколаївцемент» — цементний завод у місті Миколаїв Львівської області.
Завод розташований у південно-західній частині міста, поряд із залізничною магістраллю Львів — Чоп. Діє з 1950 року. З кінця 2013 є частиною міжнародної групи компаній галузі будівельних матеріалів CRH.  З 2021 року працює під новим брендом CEMARK.

## Історія
Будівництво підприємства розпочалося в 1940, а в 1950 була введена в дію перша технологічна лінія потужністю 150 тис. тонн цементу на рік.
Друга піч з комплексним обладнанням введена в експлуатацію у 1951 році, після чого річна потужність склала 450 тис. тонн. Після пуску в 1957 третьої і четвертої технологічних ліній, а у 1959 п'ятої та шостої, у 1961 потужність заводу становила 1,65 млн тонн цементу на рік. На початку 1964 року завод перейменовано на цементно-гірничий комбінат (ЦГК). У 1974 було розроблено технічний проект з будівництва сьомої та восьмої технологічних ліній, які було пущено в дію в 1983—1985. У цей період комбінат досягнув найбільшої виробничої потужності у своїй історії — понад 3,1 млн тонн цементу за рік.
У 1995 році розпочався процес приватизації заводу, яким до того часу розпоряджалася держава в особі Фонду державного майна. В результаті конкурсу на акціонування заводу 30 % акцій придбала фірма «Хорда» і 11 % «Градобанк». Однак вказані фірми практично жодних інвестицій в завод не вклали. Натомість, французька компанія «Лафарж», яка теж брала участь у конкурсі в 1995 році, але не виграла його, продовжила реалізацію своїх планів щодо заводу. Спочатку придбала 28 % акцій у держави, потім 14 % на вторинному ринку цінних паперів, потім ще. Таким чином, «Лафарж» (з 2015 року «ЛафаржХолсім») стала основним власником акцій тодішнього ВАТ «Миколаївцемент», придбавши 99,26 % акцій у 1999 році.
Найбільш значущими інвестиційними проектами, впровадженими на підприємстві впродовж 1999—2013 років, були:
- Організація структури управління заводом за європейським зразком
- Комп'ютеризація підприємства
- Підвищення кваліфікації (навчання) працівників, у тому числі й курси з вивчення англійської мови
- Впровадження системи управління охороною праці
- Вдосконалення технології виробництва цементу, модернізація обладнання, зокрема: будівництво двох терміналів відвантаження навального цементу, модернізація сировинного відділення зі встановленням закритого циклу помелу, будівництво цементного млина № 9 закритого циклу помелу, модернізація обертової печі № 4 (в тому числі будівництво нового електрофільтра), перевід обертових печей випалу клінкеру з природного газу на вугілля та альтернативне паливо (зношені автомобільні шини), технічне переоснащення електрофільтрів обертових печей, збільшення потужностей пакування цементу, встановлення обладнання для палетизування пакованого цементу
- Покращення умов праці та побутових умов працівників, та реалізація програм зі сфери соціальної відповідальності й спонсорська допомога для міста і району.

## Сучасність
Із вересня 2013 ПАТ «Миколаївцемент» стало частиною групи CRH (Cement Roadstone Holding) — світового лідера у галузі будівельних матеріалів.
Тоді ж було прийнято рішення про зупинку тут застарілої енергоємної мокрої технології виробництва цементу і перехід на клінкер (напівфабрикат для виготовлення цементу), вироблений найбільшим підприємством CRH в Україні ПАТ «Подільський цемент», де в 2011 році була введена в експлуатацію найбільша в Європі нова сучасна лінія виробництва клінкеру сухим способом, вартістю понад 300 млн євро.
З листопада 2021 року  ПАТ «Миколаївцемент» працює під новим брендом СEMARK.
Станом на 2023 ПрАТ «Миколаївцемент» є лідером на регіональному ринку (Львівська область).
Підприємство виробляє три типи цементу для різних потреб. Наразі проєктна потужність заводу  складає 900 тис. тонн цементу. 
Природним ринком збуту є західний регіон України. Підприємство займає провідне місце серед постачальників цементу як закордон так і у межах України.
Продукція підприємства була використана при будівництві ключових об'єктів інфраструктури, пов'язаних з футбольним чемпіонатом Євро-2012, зокрема для будівництва злітно-посадкової
смуги міжнародного аеропорту «Львів».

## Люди
З 20 грудня 2017 року головою правління ПАТ «Миколаївцемент» призначений Андрій Звіринський.
З квітня 2016 року до грудня 2017 на посаді голови правління працював Кевін Маккеон.